# Chiwaukeeprairie
De Chiwaukeeprairie (Engels: Chiwaukee Prairie) is een prairie in Kenosha County, Wisconsin van 170 ha dat wordt uitgebaat door het Department of Natural Resources van Wisconsin en The Nature Conservancy. Omdat de prairie verschillende habitats omvat, komen er een heleboel wilde soorten voor. Er mag worden gejaagd met een boog op het gedeelte van het land dat uitgebaat wordt door de Wisconsin DNR, hoewel jagen verboden is op het eigendom dat wordt uitgebaat door The Nature Conservancy. De prairie dient ook als thuis voor enkele zeldzame plantensoorten. Het werd een "Wisconsin State Natural Area" in 1967 en een "National Natural Landmark" in 1973. Samen met gebieden ten noorden en ten zuiden, waaronder Illinois Beach State Park, vormt het de Chiwaukee Illinois Beach Lake Plain, een internationaal erkend drasland onder de Ramsar Convention.